# نیک هایدفلد
نیک هایدفلد (انگلیسی: Nick Heidfeld؛ زادهٔ ۱۰ مهٔ ۱۹۷۷) یک راننده فرمول یک اهل آلمان است.